# Coronel Domingos Soares
Coronel Domingos Soares is een gemeente in de Braziliaanse deelstaat Paraná. De gemeente telt 7.864 inwoners (schatting 2009).

## Aangrenzende gemeenten
De gemeente grenst aan Bituruna, Clevelândia, Mangueirinha, Palmas, Pinhão en Reserva do Iguaçu.